# Municipio de Ocozocoautla de Espinosa
El municipio de Ocozocoautla de Espinosa es uno de los 124 municipios del estado de Chiapas, México. Su cabecera es la localidad de Ocozocoautla de Espinosa.
Localizado en la Región II Valles Zoque a 36 kilómetros de la capital del estado Tuxtla Gutiérrez. Su cabecera de municipal lleva el mismo nombre, es conocida localmente como Coita.
Su fiesta más Importante es el Carnaval Zoque Coiteco que se celebra anual.
Ocupa una parte de la Reserva de la Biosfera Selva el Ocote, del Corredor Biótico Chimalapa - Uxpanapa - El Ocote y de la Zona Sujeta a Conservación Ecológica Laguna Bélgica. Además es un sitio de importancia paleontológica.

## Toponimia
El término Ocozocoautla es de origen náhuatl; viene de los vocablos ocotzotl, ocozote (Resina del ocote, Pinus montezumae') y cuauhtla, bosque; es decir ocotzocuauhtla, "Bosque del ocozote".
El término Coita viene de una leyenda que señala que un emperador zoque visitaba la ciudad, y le decía a su hijo "Vamos a Ocozocoautla" y el niño lo pronunciaba como "Ocozocoita" y retirándole el "Ocozo" le quedó por apodo "Coita".

## Geografía
Ocozocoautla de Espinosa se encuentra localizado en el este del territorio del estado de Chiapas, en la región denominada como Región II Centro. Su extensión territorial es de 2 102.522 kilómetros cuadrados que representan el 2.85% de la extensión del territorio estatal.
Sus coordenadas geográficas extremas son 16° 25' - 17° 10' de latitud norte y 83° 11' - 93° 52' de longitud oeste y su altitud va desde un mínimo de 100 hasta un máximo de 1 800 metros sobre del nivel del mar.
Esta conectada por la Carretera Internacional, el Nuevo Libramiento Sur de Tuxtla Gutiérrez y el Libramiento poniente de Ocozocoautla conecta con la autopista de Ocozocoautla-Choapas, Ocozocoautla-Arriaga y la Carretera Ocozocoautla-Villaflores que es unos de los puntos importantes para conectar a la capital del estado.
El municipio colinda al oeste con Cintalapa y con Jiquipilas, al sur con Villaflores, al sureste con Suchiapa y al este con Tuxtla Gutiérrez y Berriozábal; al noroeste limita con Tecpatán y al norte con el Mezcalapa.

## Historia
Su origen esta desde antes de la conquista española, existieron en la región una serie de sitios que tenían un uso de rituales donde hay evidencia arqueológica desde el periodo Preclásico inferior hasta el Postclásico en cuevas donde los Zoques realizaban sus rituales bajo su cosmovisión, los asentamientos más importantes que era de uso temporal para rituales fueron:
- Cerro Ombligo
- El Higo
- San Isidro
- El Tigre
- El Cafetal

De acuerdo con las breves referencias que dejaron Bernal Díaz del Castillo y el escribano Diego de Godoy, que fueron los primeros conquistadores que atravesaron la región en 1523, así como de los datos asentados en la relación con Ocozocoautla, se desprende que los zoques no formaron una identidad política unificada, sino estuvieron divididos en pequeños cacicazgos, de los cuales unos tributarios a los mexicas establecidos en Zimatán (Tabasco), otros a los chiapanecos con su capital en lo que hoy es Chiapa de Corzo y algunos eran más independientes.
La conquista de la región del Valle de Xiquipilas fue por parte de los españoles que se establecieron en los pueblos de Cintalapa, Jiquipilas, Ocozocoautla y Tuxtla. En este valle se fundaron las primeras haciendas como Soyatengo, Macuilapa, Santa Catarina, San Antonio de Padua (La Valdiviana), El Gavilán. Ocuilapa y Santa María Petapa que sus dueños eran las familias españolas.
En el siglo XVI al XIX las elites estaban conformadas por un grupo de familias hacendadas y la misma iglesia que tenía sus propias haciendas. Al finalizar el siglo XVIII la elite ladina formada por terratenientes, la burocracia civil y el clero de Chiapas comenzó a tener fuertes diferencias por la creciente demanda de tierras y de fuerza de trabajo india, las cuales y en la medida en que trascurrió el tiempo, se tomaron insuperables y propiciaron la formación de dos grupos antagónicos.
Desde la época colonial contó con una ruta más importante de salida de las mercancías hacia España era Ocozocoautla, Quechula hasta llegar a Villahermosa. La más corta y peligrosa como lo describe Manuel Mier y Terán en sus memorias.
En los finales del XIX y principios del siglo XX se convierte en un pueblo en constante desarrollo agrícola, ya que un grupo de familias que poseían fincas compuesta por familias como: Moguel, Corzo, Cal y Mayor, Rodríguez, León, Zebadúa, Sarmiento, Chanona.
El 19 de enero de 1926, el pueblo de Ocozocoautla fue elevado a la categoría de ciudad, según decreto promulgado por Carlos A. Vidal, Gobernador Constitucional del Estado.
Desde el 1°. de diciembre de 1928, la ciudad de Ocozocoautla lleva el apellido de Espinosa, en honor al insigne político revolucionario Luis Espinosa, por decreto de Raymundo Enríquez, Gobernador Constitucional del Estado.
Después de los años 30 el municipio fue tomando importancia en la producción Agrícola y Ganadera.
En los años 70 comenzaron a asentarse población de origen tsotsil por motivos religiosos y de conflictos agrarios de su lugar de origen.
El primer cuadro de la ciudad está conformado por los Barrios San Antonio, San Juan, y San Bernabé.

### Cronología de hechos históricos
- 1592 Los nativos recuperaron sus tierras que estaban enajenadas en ese entonces por los encomenderos en la época colonial.
- 1722 Se da un levantamiento indígena en contra del cura de origen zoque Sebastián de Grijalva, por haber mandado a talar una ceiba que era sagrada para los nativos.
- 1768 Se hace la primera división territorial interna de la provincia de Chiapas, quedando este dentro de la Alcaldía Mayor de Tuxtla.
- 1774 Es parte de la Provincia de Llanos, con Xiquipilas como anexo.
- 1828 Se establece la escuela de primeras letras (de cuatro años).
- 1863 El 21 de octubre, el patriota coiteco Salvador Urbina combate en Chiapa de Corzo la insurrección, en plena época del imperio en Chiapas siendo héroe de esta batalla. Son tiempos del nacimiento de hijos distinguidos como Emilio Rabasa Estebanell, jurista y escritor, y Luis Espinosa López, periodista, político y revolucionario.
- 1882 El 11 de diciembre aparece ya como municipalidad.
- 1883 El 13 de noviembre se divide el estado en 12 departamentos siendo este parte del de Tuxtla.
- 1911 Se reúnen a las fuerzas del teniente coronel Teófilo Castillo Corzo, para defender las instituciones amenazadas por Juan Espinosa Torres.
- 1914 Se levantan en armas para apoyar a Carranza antes de la llegada del general Agustín Castro, jefe del ejército constitucionalista.
- 1915 Desaparecen las jefaturas políticas y se crean 59 municipios libres, estando este dentro de esta primera remunicipalización, teniendo como delegación a Espinal de Morelos.
- 1926 Por decreto relativo el gobernador Carlos A. Vidal, elevo a Ocozocoautla en categoría de ciudad.
- 1928 El 1° de diciembre, por decreto del gobernador Raymundo E. Enríquez se le agrega el apellido Espinosa, en honor al ilustre político Luis Espinosa López.
- 1945 Se funda la biblioteca pública municipal.
- Años 50 se pavimenta la carretera panamericana.
- 1982 Hace erupción el volcán "el Chichón", que afecta gran parte del municipio.
- 1983 Para efectos del sistema de planeación, se ubica en la región I Centro.
- 1985 Con motivo del 175 Aniversario de la Independencia y 75 de la Revolución Mexicana, durante un recorrido nacional, reciben en la cabecera municipal los símbolos patrios.
- 1995 El 20 de octubre se registra un terremoto de 7.1 grados en la escala de Richter con epicentro a 11 KM al oeste de la cabecera y a 2 KM de la localidad de El Gavilán, dicho terremoto sucedió a las 20:38 horas, y causó daños en Ocozocoautla, Tuxtla Gutiérrez y Villaflores.
- 1996 Se establece la planta de harina de maíz de "Maseca", industria de importancia nacional.
- 1999 Por primera vez el Partido Acción Nacional ocupa el ayuntamiento.
- 2002 Por primera vez el Partido de la Revolución Democrática ocupa el ayuntamiento.
- 2010 Se organiza una votación para renombrar a Ocozocoautla como "Coita de Espinosa", pero los habitantes votaron por el nombre original, reafirmando su nombre de Ocozocoautla de Espinosa.
- 2012 Se reorganiza la distribución de los Distritos de Chiapas, quedando este en el Distrito de Cintalapa.
- 2017 Un terremoto de magnitud de 8.2 Grados en la escala de Richter golpea a la ciudad, dejando varias casas y edificios derrumbados dentro de los más importantes la Iglesia de La Santísima Trinidad, palacio municipal y la iglesia de san Bernabé con daños severos.

## Principales Fiestas
En la ciudad se lleva a cabo:
- Carnaval Zoque Coiteco: es la fiesta más importante de la ciudad, se lleva a cabo antes de Semana Santa, en la celebración recibe anualmente miles de turistas locales, nacionales e internacional.
- Feria de la Virgen de Asunción: es la segunda fiesta más importante, se inicia con el peregrinaje desde Ocozocoautla se caracteriza por un peculiar aire de fe, la participación de los fieles católicos en un caminar de alrededor de 13 kilómetros, mismo que concluye en el Ocuilapa en el que aguardan con paciencia el arribo de la Virgen, que llaman también “La Aparecida”.
- Feria de San Juan Bautista
- Feria de San Antonio
- Feria de San Bernabé
- Feria de la Virgen de Guadalupe

## Principales atractivos de turísticos y Lugares de interés
Los atractivos turísticos más importantes son:
- Sima de las Cotorras Ubicado en la carretera hacia el pueblo de Ocuilapa de Juárez, se encuentra la localidad de Piedra Parada, en este entronque tomar el camino de terracería hasta sima de las cotorras, recorriendo un total de 18 kilómetro Hay un señalamiento que indica para poder llegar a la sima.
- El Aguacero Está ubicado en la carretera internacional saliendo de Ocozocoautla con dirección a Cintalapa, se toma un desvió, a un costado esta la empresa Bachoco, hay un señalamiento que indica el camino de 3 km en terracería para poder llegar.
- Cascada Poyoj Manok, Nombre de origen Zoque que significa "Cruce de dos ríos". Está ubicado en la carretera estatal a Raudales Malpaso, es la misma carretera que te lleva a Ocuilapa de Juárez. No se debe entrar a Ocuilapa, se continua por esa carretera hasta llegar a la entrada del Río “El Francés”, entra a un desvió y sigue por un camino de terracería, pasando por el río “El Francés”, continuando de frente, hasta pasar por la comunidad San Francisco o también conocido como las Pimientas ll. Pasarás por la comunidad San Francisco y adelante encontrarás un desvío al que debes dirigirte, a mano derecha, mismo que te conducirá a Juan de Grijalva ll. Continuar por toda la terracería y seguir hasta llegar a la comunidad Dr. Manuel Velasco Suárez II. Llegarás hasta un domo y ahí deberás preguntar por el Sr. José Madaí o el Sr. Obeimar López Morales, quienes te conducirán por una serie de caminos que son propiedad privada, para poder llegar hasta este paradisíaco lugar.
- La Conchuda: está ubicado dentro del Río la Venta, a 13 km de la cascada el Aguacero; solamente es posible llegar haciendo una caminata de aproximadamente 3 horas. Es un lugar muy visitado por turistas nacionales y extranjeros. Se recomienda visitarlos entre los meses de enero a mayo, ya que en las temporadas de lluvia el río crece demasiado que no permite el acceso y puede ser muy peligroso.
- Río Francés: es un pequeño río ubicado en la carretera que lleva a Ocuilapa de Juárez. No se debe entrar a Ocuilapa, se continua por esa carretera hasta llegar a la desvió y luego a la entrada.
- Ojo de Agua: es un río ubicado en la colonia del mismo nombre con dirección a la Carretera a H. Galeana, se tiene que dirigir sobre la carretera libre a Berriozábal, hay un entronque que te lleva al fraccionamiento Cd. Maya, se sigue recto hasta llegar a Galeana.
- Parador Turístico Puente Chiapas Se localiza en el noroeste del estado en la Región I Centro por la Autopista Tuxtla–Las Choapas, partiendo de Tuxtla Gutiérrez a 75 km. (40 minutos de recorrido aproximado). Saliendo de Tuxtla Gutiérrez en dirección a oeste, tomar la carretera hacía Coatzacoalcos, sobre la Presa Netzahualcóyotl. El Centro está a un costado del puente. El Parador se localiza en la zona circundante a la Reserva de la Biosfera Selva El Ocote, una reserva natural con una extensión territorial considerable, que se caracteriza como selva alta y que constituye, junto con la región de los Chimalapas en Oaxaca y Uxpanapa en Veracruz. Es la segunda selva tropical más importante en México por su tamaño, su diversidad biológica y su gran relevancia ecológica y geológica.
- Cerro Ombligo Cuenta con un pequeño centro arqueológico a cerca del Barrio San Miguel, se accede a él por un camino rústico estrecho, el lugar se le denomina "Cerro Ombligo" es de origen Zoque.
- Club de Vuelo Valle Bonito Es un club dedicado al vuelo deportivo con diferentes actividades, en donde se puede apreciar diferentes lugares desde las alturas, la Sima de las Cotorras, el Cañón de la Venta, las Cascadas de la Conchuda y el Aguacero.
- Iglesia de San Juan Bautista: es la parroquia del municipio y el 25 de junio se le celebra su santo, data desde el siglo XVI, es unas de las iglesias más antiguas del estado, pero ha sufrió diversas modificaciones en su fachada durante el siglo XX, aun se conserva su arquitectura original, con influencia mudéjar y esta bajo el catálogo de monumentos históricos del INAH.
- Iglesia de San Bernabé: es una ermita que data desde el siglo XIX con una arquitectura sencilla, su construcción es de adobe, con repello de cal, sufrió unas pequeñas modificaciones y esta bajo el catálogo de monumentos históricos del INAH.
- Iglesia de Nuestra Señora del Sagrado Corazón (Iglesia de Barrio Nuevo): es una iglesia que data del siglo XVII; está bajo el catálogo de monumentos históricos del INAH.
- Mirador de la Cruz: es una cruz ubicada en el cerro que esta al norte de la macha urbana, en su cima se puede apreciar una buena panorámica de la ciudad, por lo regular suben deportistas a ejercitarse y aprovechar la belleza del paisaje que ofrece.
- Ocuilapa: es un pueblo fundado en 1934 por medio de solicitud de restitución de tierras ante la Comisión Local Agraria, que se les fueron enajenadas por los particulares en el siglo XIX, el pueblo esta bajo el casco de la antigua finca del mismo nombre que data desde la época colonial. En ese pueblo los pobladores se dedican a producción de alfarería (Piezas de Barro) que cuenta con una excelente calidad.

## Personaje ilustres
- Fidelia Brindis Camacho (1889-1972): fue maestra normalista, periodista, feminista, y activista mexicana por el sufragio femenino y la participación ciudadana.
- Samuel León Brindis (1895-1987): médico militar que fue director del Instituto de Ciencias y Artes de Chiapas, expresidente municipal de Tuxtla Gutiérrez, y gobernador del estado en el periodo de 1958-1964.
- Salvador Urbina: militar, héroe de la batalla del 21 de octubre de 1863.
- Emilio Rabasa Estebanell (1856-1930) Jurista y escritor, autor de novelas y ensayos.
- Luis Espinosa López (1885-1926) Político y periodista.
- Fidelia Brindis (1889-1972) Educadora, periodista y revolucionaria.
- Gustavo López Gutiérrez (1899-1964) Militar y escritor.
- Tomas Ochoa Condujo las fuerzas de Ocozocoautla a Tuxtla Gutiérrez, para defender las instituciones.
- Bernardo Reyes Pimentel (1902-1957) Político, periodista y fotógrafo, fundador del museo regional de antropología e historia.
- Gabriel Esquinca Espinosa Impulsor del progreso y transformador social. Fue Presidente municipal de 1902 a 1904.
- Moisés Camacho Espinosa (1870-1925) Catedrático y filántropo.
- Arturo Aquino Nacido en Ocozocoautla, llamado como el "Piano de México", es intérprete de la música popular, de la talla de los grandes nombres que a través de la historia hemos tenido la fortuna de gozar en el elenco artístico mexicano.

## Demografía
De acuerdo a los resultados del Censo de Población y Vivienda realizado en 2020 por el Instituto Nacional de Estadística y Geografía, la población total del municipio de Ocozocoautla de Espinosa es de 97 397 habitantes.
La densidad poblacional del municipio es de 39.03 habitantes por kilómetro cuadrados.

### Localidades
En el censo de 2020 el municipio de Ocozocoautla contaba con 754 localidades.
| Código INEGI      | Localidad                        | Población (2020) |
| ----------------- | -------------------------------- | ---------------- |
| 070610001         | Ocozocoautla de Espinosa         | 43 247           |
| 070610113         | Ocuilapa de Juárez               | 4 704            |
| 070610213         | Vicente Guerrero                 | 2 413            |
| 070610818         | Guadalupe Victoria               | 2 283            |
| 070610103         | Ignacio Zaragoza                 | 2 123            |
| 070611857         | Ciudad Bonampak                  | 1 593            |
| 070610385         | La Independencia                 | 1 455            |
| 070610063         | El Gavilán                       | 1 277            |
| 070610062         | Hermenegildo Galeana             | 1 252            |
| 070610005         | Alfonso Moguel                   | 1 226            |
| 070610143         | Villahermosa                     | 1 169            |
| 070610632         | Confederación Nacional Campesina | 1 031            |
| Otras localidades | Otras localidades                | 33 624           |
| Total municipal   | Total municipal                  | 97 397           |

## Política
Para la elección de diputados locales al Congreso de Chiapas y de diputados federales a la Cámara de Diputados federal, el municipio de Ocozocoautla de Espinosa se encuentra integrado en los siguientes distritos electorales:
Local:
- Distrito Electoral local 14 de Chiapas con cabecera en Cintalapa.

Federal:
- Distrito Electoral Federal 6 de Chiapas con cabecera en Tuxtla Gutiérrez.

De acuerdo a los resultados del Censo de Población y Vivienda realizado en 2010 por el Instituto Nacional de Estadística y Geografía, la población total del municipio de Ocozocoautla de Espinosa es de 97 397 habitantes.
La densidad poblacional del municipio es de 39.03 habitantes por kilómetro cuadrados.

## Cronología de los Presidentes Municipales
| Presidente Municipal             | Período de Gobierno |
| -------------------------------- | ------------------- |
| Ciro Rodríguez                   | 1915                |
| F. Chanona                       | 1915                |
| Pablo Miceli                     | 1916                |
| Joaquín Salgado                  | 1917                |
| Cleofas Montoya                  | 1917                |
| Pablo Miceli                     | 1918                |
| Tomás Ochoa                      | 1919                |
| Pompilio Brindis                 | 1920                |
| Guillermo Sánchez Zambrano       | 1921                |
| José María Brindis               | 1922                |
| Ernesto Medina                   | 1923                |
| Gabriel Esquinca                 | 1923                |
| Abel Camacho                     | 1924                |
| R. Eustaquio Rodríguez           | 1925                |
| Samuel I. Corzo                  | 1926-1927           |
| Samuel Rodríguez Aguilar         | 1927                |
| José Inés Morales                | 1927                |
| Arcadio León                     | 1927                |
| Joaquín Rodríguez                | 1928                |
| Heraclio Corzo                   | 1928                |
| Manuel I. Corzo                  | 1929-1930           |
| Eduardo Miceli                   | 1931-1932           |
| Gabriel León                     | 1933-1934           |
| Rafael García (Hijo)             | 1935-1936           |
| Manuel Corzo                     | 1939-1940           |
| Carlos E. Chanona                | 1941-1942           |
| Noé C. Rincón                    | 1943-1944           |
| Guadalupe Castellanos            | 1945-1946           |
| Rafael C. García (Hijo)          | 1947-1948           |
| Inocente Zebadúa                 | 1949-1950           |
| Gustavo Zambrano L.              | 1951-1952           |
| Reynaldo Castellanos             | 1953-1954           |
| Yeudiel León Altamirano          | 1953-1955           |
| Abel Camacho Garduza             | 1959-1961           |
| Alfonso Corzo Espinoza           | 1962-1964           |
| René Morales Espinoza            | 1965-1967           |
| Javier León León                 | 1968-1970           |
| Jorge López Burguete             | 1971-1973           |
| Aarón Pérez Gómez                | 1974-1976           |
| Daniel Burguete Rovira           | 1977-1979           |
| Ariosto Maza Burguete            | 1980-1982           |
| José León Cruz                   | 1983-1985           |
| Wenso Gutember Gordillo Miceli   | 1986-1988           |
| Julio Efraín Montesinos Chanona  | 1989-1991           |
| Jesús Pérez Cervantes            | 1992-1995           |
| Mario Humberto León Burguete     | 1996-1998           |
| Francisco Javier Chambé Morales  | 1999-2001           |
| Tomás Pimentel Pérez             | 2002-2004           |
| Ledín Méndez Nucamendi           | 2005-2007           |
| María de Lourdes López López     | 2008-2010           |
| Silver Eroy Corzo León           | 2011-2012           |
| Martín Ramiro Chambé León        | 2012-2015           |
| Francisco Javier Chambre Morales | 2015-2018           |
| Alfonso Estrada Pérez            | 2018-2021           |